# Károly Vass
Károly Vass, madžarsko-slovaški rokometaš, * 14. junij 1944, Šahy, † september 2021
Leta 1972 je na poletnih olimpijskih igrah v Münchnu v sestavi madžarske rokometne reprezentance osvojil osmo mesto in na poletnih olimpijskih igrah leta 1976, kjer so osvojili šesto mesto.